# Mercedes-Benz W10
La sigla W10 identifica una famiglia di autovetture di lusso prodotte dal 1929 al 1934 dalla Casa tedesca Mercedes-Benz.

## Profilo e caratteristiche
La nascita della serie W10 coincise storicamente con il passaggio di consegne tra l'uscente Ferdinand Porsche ed Hans Nibel, già alla Benz fin dal lontano 1904 ed anche presidente di quest'ultima. Il progetto iniziale da cui sarebbe nato il primo modello della famiglia W10 fu opera di Ferdinand Porsche, poiché di Porsche era il progetto da cui nacque la Typ 350 W09, vettura che avrebbe lasciato in eredità alle W11 il telaio e gran parte della meccanica. Ma per passare di fatto dalla W09 alla W10, lo stesso progetto sarebbe stato ripreso e completato da Hans Nibel.

La serie di modelli W10 è una serie piuttosto articolata: tale famiglia di modelli ha avuto il suo capostipite in un modello molto simile alla Typ 350 W05 che andava a sostituire. La stessa famiglia W10 ha terminato la sua carriera con una vettura analogamente simile al successivo modello della piccola famiglia Mercedes-Benz Typ 380 W22 che avrebbe visto la luce nella seconda metà del 1934.
Questi modelli erano noti anche con il nome di Mannheim, dal luogo in cui venivano assemblati, ed anche per commemorare la vecchia Casa automobilistica in cui Hans Nibel ha militato per decenni. Com'era consuetudine all'epoca, i modelli W10 venivano commercializzati sia con un numero di tre cifre che indicava la cilindrata (per esempio Typ 350), sia con la classica sigla che indicava i cavalli fiscali e la potenza effettiva (per esempio 14/70 PS).
Tali modelli sono stati inizialmente proposti dalla Casa tedesca con carrozzerie torpedo e limousine, ma in seguito si sono aggiunte anche la versione cabriolet e la più sportiveggiante versione roadster. Naturalmente vi era anche la possibilità per il cliente di carrozzare l'autotelaio nudo a proprio piacimento presso i carrozzieri in voga all'epoca.
La famiglia W10 era composta di 6 modelli, uno dei quali non portava la sigla W10, bensì era invece noto come W19, ma era di fatto strettamente imparentato con gli altri modelli, per cui viene sempre incluso nella produzione W10.
Alla fine del 1933, la gamma W10 includeva un solo modello, la Typ 370 W10: in quello stesso periodo, venne introdotta la Typ 380 W22, che avrebbe sostituito i modelli della serie W10.
Di seguito vengono mostrati più in dettaglio i sei modelli appartenenti alla famiglia W10.

### Typ 350 14/70 PS
Questa era la denominazione della prima vettura appartenente al progetto W10. Tale vettura, prodotta a Mannheim, faceva sfoggio di una grande eleganza ed andava a porsi a metà gamma, tra le più grandi 460 Nürburg e le più piccole 200 Stuttgart. La 14/70 PS rappresentava l'anello di congiunzione tra la Typ 350 W09 ed il resto della famiglia W10 che sarebbe arrivata in seguito. La vettura era infatti equipaggiata con un motore strettamente derivato dal 3.5 litri M09 utilizzato sulla 350 W09. Tale motore, denominato M10, era di fatto una versione leggermente aggiornata del precedente, con potenza massima portata a 70 CV. La Typ 350 W10 raggiungeva una velocità massima di 95 km/h, non eccezionali neppure per l'epoca.
Il telaio della Typ 350 W10 era in lamiera d'acciaio, con sospensioni ad assale rigido e molle a balestra. Il cambio era invece a 3 marce, mentre i freni erano a tamburo sulle quattro ruote.
I prezzi di listino erano compresi tra 10.800 e 15 000 marchi, ma chi voleva poteva acquistare il solo autotelaio ad 8.300 marchi per poi carrozzarlo altrove.
La Typ 350 14/70 PS Mannheim è stata prodotta dal 1929 al 1931 in soli 65 esemplari, una cifra tutt'altro che incoraggiante, dovuta tra l'altro alle scarse prestazioni.

### Typ 370 15/75 PS
Per questo motivo, nell'ottobre del 1929, la Typ 350 W10 è stata affiancata ed in seguito sostituita dalla Typ 370 15/75 PS Mannheim, la più longeva tra i 6 modelli costituenti la famiglia W10. Tale modello era equipaggiato dal motore M10 II, ossia un'evoluzione del precedente 3.5 litri. Stavolta la cilindrata era di 3.7 litri e la potenza massima raggiungeva 75 CV. Le prestazioni migliorarono, anche se non di molto, a causa della massa del veicolo, sensibilmente aumentata. La velocità massima raggiungeva i 100 km/h.
Il resto della meccanica era grosso modo identico a quanto già visto sulla Typ 350: tra le variazioni degne di nota vi è da segnalare la quarta marcia con funzione di overdrive, la frizione monodisco a secco (prima era multidisco) e l'impianto frenante con servofreno.
Nonostante le prestazioni ancora non eccezionali, la Typ 370 W10 ottenne un successo migliore: dal 1929 al 1934 furono 1227 gli esemplari prodotti.

### Typ 370K (WK10)
Per soddisfare le esigenze di quella clientela che voleva maggiori doti di agilità dalla Typ 370, nel 1930 la Casa tedesca lanciò sul mercato la Typ 370K, ossia a passo accorciato. La 370K nasceva infatti sul telaio della normale Typ 370, ma con interasse ridotto di 175 mm. Prodotta anch'essa a Mannheim e contraddistinta dalla sigla di progetto WK10, la Typ 370K condivideva l'intera meccanica con la Typ 370 di base, compreso il motore M10 II da 75 CV. La velocità massima era di circa 105 km/h. Fu prodotta fino al 1933 in 213 esemplari.

### Typ 370S (WS10)
Lanciata nel 1931, la Typ 370S ha concretizzato il progetto WS10, mirato alla realizzazione di una versione più brillante della gamma 370. Tale versione nasceva su un telaio dal passo ulteriormente accorciato, per aumentare l'agilità della vettura e per ottenere un significativo risparmio di massa. Tale versione era contemporanea della Typ 370K e nei primi due anni di produzione utilizzava la stessa identica meccanica di quest'ultima, ma durante il 1933, ultimo anno di produzione, il motore venne portato da 75 a 78 CV. La velocità massima era di 115 km/h.
Anche la Typ 370S venne prodotta a Mannheim e tra il 1930 ed il 1933 ne furono realizzati 183 esemplari.

### Typ 380S (WS10)
Nel 1932 il progetto WS10 giunse ad un'evoluzione: il motore venne incrementato di cilindrata e passò a 3.8 litri. Nacque così la Typ 380S, realizzata nuovamente sul telaio a passo lungo della Typ 370 di base. Il nuovo motore, siglato M19 e forte di 80 CV, conferì maggior spunto alla vettura, che raggiungeva così una velocità massima di 120 km/h. Tra le novità meccaniche va segnalato il nuovo cambio a 4 marce con possibilità di ottenere una marcia supplemtare che fungeva da overdrive. La Typ 380S è stata prodotta fra il 1932 ed il 1933 in 94 esemplari.

### Typ 380S (W19)
Contemporaneamente alla Typ 380S venne sviluppato e realizzato il progetto W19, che diede luogo alla Typ 380S W19, simile alla WS10, ma con motore portato ad 85 CV. Le novità meccaniche più significative stavano nelle sospensioni, con avantreno a balestra trasversale e retrotreno dotato a ruote indipendenti con bracci oscillanti. L'impianto frenante era ora di tipo idraulico. La velocità massima era di 120 km/h come nella 380S WS10.
Questa versione è stata prodotta dal 1932 al 1933 in 20 esemplari.